# Artelida calcarata
Artelida calcarata är en skalbaggsart som beskrevs av Leon Fairmaire 1905. Artelida calcarata ingår i släktet Artelida och familjen långhorningar.
Artens utbredningsområde är Madagaskar. Inga underarter finns listade.